# Абразивоструйное сопло

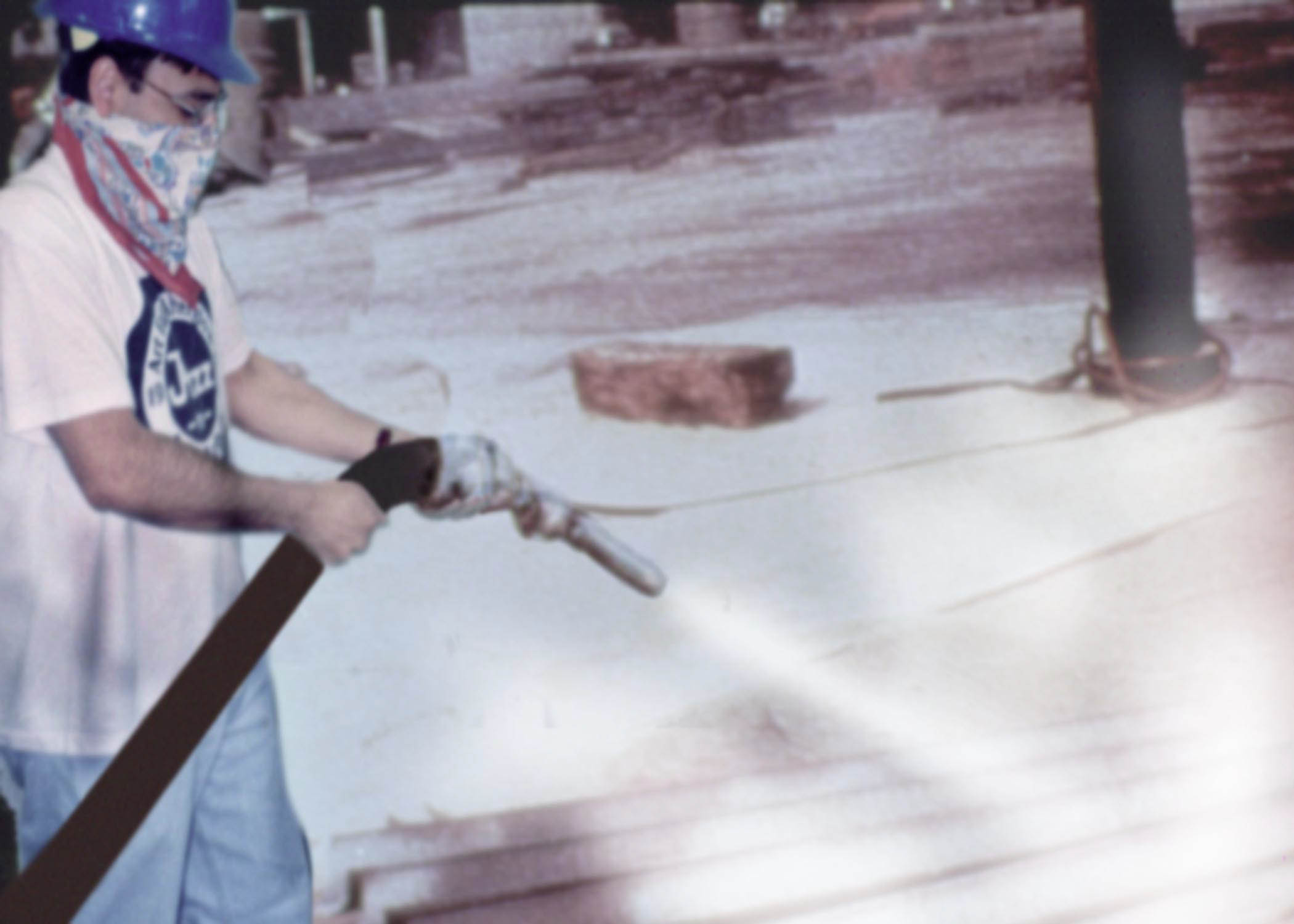
Пескоструйщик

Абразивоструйное сопло — техническое приспособление, предназначенная для создания направленной воздушной струи с абразивом, находящихся под давлением, в среду с меньшим давлением или в пустоту. В простейшем случае сопло представляет собой цилиндрический или конический патрубок, один конец которого присоединён к абразивоструйному шлангу, а из другого истекает струя.

## Применение
Основное назначение абразивоструйного сопла увеличить скорость потока смеси абразива и воздуха при абразивоструйной очистке, сформировав определённый факел распыла и пятно контакта.
Абразивоструйные сопла выпускаются различных размеров и форм, и каждое предназначено для различных действий. Ствол (канал) сопла определяет форму струи. Например, прямой ствол создаёт компактную струю и лучше всего для небольших рабочих мест. Канал Вентури увеличивает скорость прохождения абразива, создавая широкую струю, подходит для очистки больших поверхностей.
Большое значение имеют длина и форма внутреннего канала сопла, определяющие скорость частиц абразива. Оптимальная длина сопла составляет не менее 10 диаметров выходного отверстия и обычно находится в пределах 100—250 мм. Выбор правильного сопла для конкретной ситуации зависит от правильного понимания различных эффектов воздействия каждого вида на характер очистки и стоимость производимых работ. Абразивоструйные сопла различаются по:
- материалу сопла
- форме канала
- диаметр сопла

## Материал абразивоструйного сопла[2]
Выбор материала сопла определяет срок его службы, обусловлен абразивом, который используется, тем как часто и как много Вы работаете, и условиями работы. Сопла подвергаются очень интенсивному износу, на который влияют, главным образом, материал сопла и абразива и скорость движения частиц, давление воздуха.

### Оксид-алюминиевыесопла
— хороший выбор при нечастом использовании, когда цена — определяющий фактор, а срок эксплуатации сопла менее важен.

### Карбид-вольфрамовыесопла
предполагают длительный срок эксплуатации и экономичность, приемлемы для использования с большинством абразивов.

### Карбид бора
идеален для агрессивных абразивов типа окисей алюминия и минеральных заполнителей. Срок эксплуатации сопел из карбида бора при использовании агрессивных абразивов по сравнению с карбид-вольфрамовыми в 5-10 раз больше, а карбид-кремниевых — в 2-3 раза.

## Форма канала
В настоящее время преимущественно используются сопла с расширяющимся к выходу каналом (форма трубки Вентури и сопла Лаваля). Это позволяет при одинаковых параметрах (диаметре, давлении, типе абразива и пр.) увеличить скорость частиц в 1,5-1,8 раза, что соответствует увеличению, в 2-3 раза кинетической энергии частиц.

### Вентури
Отношение фамилии Вентури к наименованию сужающегося и расширяющегося абразивоструйного сопла — неизвестно.

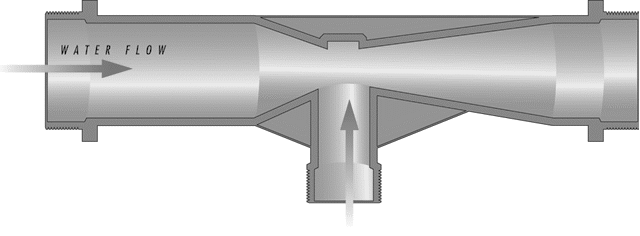
Инжектор Вентури

 Инжектор Вентури имел бы подачу/самовсасывание абразива в наиболее узкой части сопла, чего в коммерческих образцах «сопел Вентури» (например из карбида бора) не наблюдается.
Если верить Википедии — итальянский исследователь Вентури, открывший эффект Вентури и разработавший трубку Вентури — лишь опосредованно исследовал увеличение скорости газа в сужающе-расширяющемся трубопроводе. Увеличение скорости газа выше скорости звука происходит в сопле Лаваля, что было обнаружено, исследовано и запатентовано Лавалем.
Абразивоструйные сопла с каналом Вентури (похожем на сопло Лаваля) обеспечивают широкое пятно контакта абразива с поверхностью и позволяют лучше сохранять кинетическую энергию (скорость) абразива на выходе из сопла. Такие сопла увеличивают производительность при обработке больших поверхностей. Производительность сопел с сужающимся-расширяющимся каналом существенно выше, чем у схожих сопел с прямым каналом, расход абразива также снижается.

### Двойное Вентури
Абразивоструйные сопла «Двойной Вентури» фактически представляют собой комбинацию сопла Лаваля и эжектора Вентури, размещённых друг за другом. Между ними имеется промежуток с отверстиями в корпусе для эжекции атмосферного воздуха во вторую часть составного сопла. Второй канал у составного сопла шире, чем у размещённого перед ним первого сопла. Данная модификация позволяет увеличить пятно контакта абразива с поверхностью при минимальной потере его скорости (кинетической энергии).

### Угловые сопла
Угловые сопла предназначены для очистки труднодоступных участков — углов, задних сторон фланцев или внутренних поверхностей труб. Сопла имеют компактный размер и выход струи абразива под разным углом .

## Диаметр сопла
С диаметром сопла непосредственно связан расход воздуха (а отсюда и параметры компрессора) и, в конечном итоге, производительность очистки и расход абразива. Диаметр сопла измеряется в узкой части канала, указывается в мм, определяет расход требуемого количества сжатого воздуха (м3/мин) и абразива в целом.
Диаметр сопла обычно выбирается, исходя из эмпирического правила:
диаметр сопла = диаметр наибольшей частицы абразива х 4;
полученная величина округляется до ближайшего размера в сторону увеличения.
Скорость истечения воздуха из сопла зависит от диаметра сопла по следующей эмпирической зависимости:
{\displaystyle V={\frac {Q\cdot 6,(6)\cdot 10^{4}\cdot (t+273)}{\pi \cdot (d\cdot k)^{2}\cdot p\cdot (t_{0}+273)}}}, где
Q — подача компрессора (м3/мин),
d — диаметр сопла (мм),
k — коэффициент заполнения сопла абразивом (0 — сопло заполнено полностью, 1 — сопло свободно),
p — степень повышения давления компрессора,
t — температура воздуха на входе в сопло (°С),
t0 — температура воздуха на входе в компрессор (°С).
Так при подаче компрессора Q=3м3/мин, степени повышения давления p=7, температуре на входе в компрессор t0=20 °С, температуре на входе в сопло t=60 °С, диаметре сопла 8 мм и коэффициенте заполнения k=0,95 скорость истечения из сопла будет равна 177м/с (638км/ч).
Однако если верить расчётам критического потока (английская статья более содержательная) — то для достижения воздухом (показатель адиабаты 1.4) скорости звука в сужающемся сопле необходим перепад давлений (перед соплом и после) 1.893 раза. Как видно из расчёта — скорость звука пропорциональна квадратному корню из абсолютной температуры газа и для воздуха с температурой +35 градусов Цельсия примерно равна 351.88 м/сек. Эта скорость будет достигнута при относительном давлении воздуха перед сужающимся соплом более чем 1.9 атм.